# 나미와 붐붐
나미와 붐붐은 1990년에 활동한 나미(보컬)와 신철(댄스), 이정효(댄스)로 구성된 혼성 댄스 그룹이다.

## 음반 목록
- 1990년 [싱글] DJ Remix 싱글 - 인디안 인형처럼